# Огляд цінностей світу
Огляд цінностей світу або Дослідження цінностей світу (англ. World Values Survey, WVS) — глобальний дослідницький проект, який досліджує цінності і переконання людей, як вони змінюються з часом, і який соціально-політичний вплив вони мають. Проект робить всесвітня мережа соціологів, які починаючи з 1981 року проводили репрезентативні національні опитування в майже 100 країнах світу.
The WVS вимірює, моніторить та аналізує: підтримку демократії, толерантність до іноземних та етнічних меншин, підтримку гендерної рівності, роль релігії та зміни в рівнях релігійності, вплив глобалізації, ставлення до оточуючого середовища, роботи, сім'ї, політики, національної ідентичності, культури, мультикультуралізму, небезпек, та рівень суб'єктивного благополуччя.
Зібрані дані є чудовим джерелом інформації для політиків, які прагнуть побудувати громадянське суспільство, а також для демократичних інституцій в країнах що розвиваються. Роботу також часто використовують уряди багатьох країн світу, науковці, студенти, журналісти, міжнародні організації та інституції, як-от Світовий банк і Організація Об'єднаних Націй.

## Історія
Світове дослідження цінностей розробили для перевірки гіпотези, що економічні та технологічні зміни трансформують основні цінності та мотивацію громадськості індустріальних суспільств. Опитування ґрунтуються на Європейському дослідженні цінностей (EVS), який вперше провели у 1981 році. EVS проводили під егідою Яна Керхофса та Рууда де Моора і воно і далі базується в Нідерландах в Університеті Тілбурга. Дослідження 1981 р. здебільшого обмежили розвинутими суспільствами, але інтерес до цього проекту поширився так широко, що опитування почали проводити у понад двадцяти країнах, на всіх 6 континентах. Рональд Інглхарт з Мічиганського університету зіграв провідну роль у розширенні цих опитувань, що робитимуться в країнах світу. Сьогодні в мережі сотні науковців-соціологів із понад 100 країн світу.
Висновком першої хвилі опитувань було те, що зміни поколінь відбуваються в основних цінностях у політиці, економічному житті, релігії, гендерних ролях, сімейних та сексуальних нормах. Цінності молодих поколінь завсіди відрізнялись від тих, що переважали старші покоління, особливо в суспільствах, що пережили швидке економічне зростання. Щоб вивчити, чи насправді змінюються ці значення, та проаналізувати основні причини, в 1990—1991 рр. провели другу хвилю опитувань WVS.
Третю хвилю опитувань провели в 1995—1997 рр., цього разу у 55 країнах, з посиленою увагою до аналізу культурних умов демократії. Четверту хвилю опитувань провели в 1999—2001 рр. у 65 країнах. Ключовою метою було отримання кращого висвітлення африканських та ісламських суспільств, чого не вистачало у попередніх дослідженнях. П'яту хвилю провели в 2005–07 рр., а шосту — у 2011—2012 рр.
У 2020 році зробили чергове дослідження.

### Культурна карта Інґлегарта— Вельцеля

Відтворення культурологічної мапи світу Інґлегарт-Вельцеля, створеної політологами Рональдом Інґлегартом і Крістіаном Вельцелем за даними Огляду цінностей світу; оглядова хвиля 4, закінчили 2004 р.

Аналіз даних WVS, який зробили політологи Рональд Інґлегарт та Крістіан Вельцель, стверджує, що у світі два основні виміри міжкультурних змін:
1. Традиційні цінності проти Світсько-раціональних цінностей
2. Цінності Виживання проти цінностей Самовираження

Глобальна культурна карта показує десятки суспільств за цими двома вимірами. Переміщення вгору на цій карті показує перехід від Традиційних цінностей до Світсько-раціонального, а рух вправо — перехід від цінностей Виживання до значень Самовираження.
Традиційні цінності показують важливість релігії, батьківсько-дитячих зв'язків, поваги до авторитету та традиційних сімейних цінностей. Люди, які сприймають ці цінності, також відкидають розлучення, аборти, евтаназію та самогубства. Ці суспільства мають високий рівень національної гордості та націоналістичний світогляд.
Світсько-раціональні цінності мають протилежні переваги традиційним цінностям. Ці суспільства менше наголошують на релігії, традиційних сімейних цінностях та авторитеті. Розлучення, аборти, евтаназія та самогубства вважаються дещо прийнятними.
Цінності виживання роблять акцент на економічній та фізичній безпеці. Це через дещо етноцентричний світогляд та низькі довіру та толерантність.
В Цінностей самовираження головне охорона навколишнього середовища, зростання толерантності до іноземців, геїв та лесбійок та гендерна рівність та зростання вимог до участі ув економічному та політичному житті.
Крістіан Вельцель ввів поняття емансипативних цінностей та світських цінностей. Він вимірював ці значення, використовуючи дані Всесвітнього опитування цінностей. Емансипативні цінності — це оновлена версія цінностей самовираження. Світські цінності — це оновлена версія традиційних проти світських раціональних цінностей. Виживання проти цінностей самовираження та традиційні проти світських раціональних цінностей були факторами, які виділили ортогональною технікою факторного аналізу, яка забороняє співвідношення двох шкал між собою. Емансипативні та світські значення вимірюють так, щоб найточніше показувати дані, навіть якщо через це шкали корелюють. Індекси світської та емансипативної цінностей позитивно корелюють між собою.

### Варіації культури
Дещо спрощений аналіз каже, що після покращення життя та транзиту від країни розвитку через індустріалізацію до постіндустріального суспільства знань, країні властиво рухатися по діагоналі від нижнього лівого кута (бідного) до верхнього правого (багатий), що вказує на транзит в обох вимірах.
Однак ставлення населення також сильно корелює з філософськими, політичними та релігійними ідеями, які володіли країною. Світсько-раціональні цінності та матеріалізм сформульовали філософи та лівий політичний бік у Французькій революції, і, отже, їх видно в країнах з історією соціал-демократичної чи соціалістичної політики, а також у країнах, де багато людей вивчали філософію та науку в університетах. Цінності виживання звичайні для країн сходу, а цінності самовираження — для країн заходу. У ліберальній постіндустріальній економіці зростаюча частка населення виросла, сприймаючи виживання та свободу думки як належне, внаслідок чого самовираження високо цінується.
- Суспільства, які мають високі показники традиційних цінностей та цінностей виживання: Зімбабве, Марокко, Йорданія, Бангладеш.
- Суспільства з високим балом традиційних цінностей та цінностей самовираження: США, більшість країн Латинської Америки, Ірландія.
- Суспільства з високими показниками у світсько-раціональних цінностях та цінностях виживання: Болгарія, Україна, Естонія.
- Суспільства з високими показниками у світсько-раціональних цінностях та цінностях самовираження: Японія, країни Північної Європи, Бенілюкс, Німеччина, Швейцарія, Чехія, Словенія, Франція.

### Гендерні цінності
Висновки WVS вказують на те, що підтримка гендерної рівності — це не просто наслідок демократизації. Це частина ширших культурних змін, які трансформують індустріальні суспільства з масовими вимогами до все більш демократичних інститутів. Хоча більшість світового населення все ще вважає, що чоловіки кращі політичні лідери, ніж жінки, ця точка зору згасає в розвинених індустріальних суспільствах, а також серед молоді в менш процвітаючих країнах.
Дані опитування світових цінностей використовуються Програмою розвитку ООН для розрахунку індексу гендерних соціальних норм. Індекс вимірює ставлення до гендерної рівності у всьому світі і був введений у Звіті про розвиток людини, починаючи з 2019 року. Індекс складається з чотирьох компонентів, що вимірюють гендерні установки в політиці, освіті та економіці, а також соціальні норми, пов'язані з домашнім насильством.

### Релігія
Дані опитування світових цінностей охоплюють кілька важливих аспектів релігійної орієнтації людей. Один з них відстежує, наскільки люди беруть участь у релігійних обрядах і скільки значення вони надають своїм релігійним віруванням. За даними 2000 року, 98 % громадян Індонезії сказали, що релігія була дуже важливою в їхньому житті, тоді як у Китаї лише три відсотки вважали релігію дуже важливою. Інший аспект стосується ставлення людей до відносин між релігією та політикою та чи схвалюють вони релігійних представників, які намагаються впливати на урядові рішення та виборчі переваги людей.
Під час факторного аналізу даних останньої хвилі опитування світових цінностей Арно Тауш (Університет Корвіна, Будапешт) виявив, що сімейні цінності в традиціях Джозефа Алоїса Шумпетера та релігійні цінності в дослідницьких традиціях Роберта Барро можуть бути важливим позитивним фактором активом для суспільства. Негативні явища, такі як недовіра до правової держави; тіньова економіка; відстань від альтруїстичних значень; зростаюча втома від демократії; і відсутність підприємницького духу корелюють із втратою релігійності. Тауш базував свої результати на факторному аналізі з промакс-ротацією 78 змінних з 45 країн із повними даними, а також розрахував показники ефективності для 45 країн із повними даними та дев'ятьма основними світовими релігійними деномінаціями. У зв'язку з цим іудаїзм, а також протестантизм виявляються найбільш тісно поєднуючими релігію та традиції Просвітництва.

### Щастя та задоволення життям
WVS показав, що з 1981 по 2007 рік щастя зросло в 45 із 52 країн, для яких є довгострокові дані. З 1981 року економічний розвиток, демократизація та зростання соціальної толерантності збільшили ступінь сприйняття людьми свободи вибору, що, у свою чергу, призвело до вищих рівнів щастя у всьому світі, що підтримує теорію розвитку людини.

## Висновки вчених
Деякі основні результати опитування:
1. Велика частина варіацій людських цінностей між суспільствами зводиться до двох широких вимірів: перший вимір «традиційні проти світсько-раціональних цінностей» і другий вимір «виживання проти цінностей самовираження».
2. У першому вимірі традиційні цінності наголошують на релігійності, національній гордості, повазі до влади, покорі та шлюбі. Світсько-раціональні цінності наголошують на протилежному.
3. У другому вимірі цінності виживання включають пріоритет безпеки над свободою, неприйняття гомосексуальності, утримання від політичних дій, недовіру до сторонніх людей та слабке почуття щастя. Значення самовираження передбачають протилежне.
4. Дотримуючись «переглянутої теорії модернізації», цінності змінюються передбачуваним чином із певними аспектами сучасності. Пріоритети людей переходять від традиційних до секулярно-раціональних цінностей із збільшенням їхнього відчуття екзистенціальної безпеки (або назад від секулярно-раціональних цінностей до традиційних цінностей, коли їхнє відчуття екзистенціальної безпеки зменшується).
5. Найбільше збільшення екзистенціальної безпеки відбувається з переходом від аграрного до індустріального суспільства. Отже, найбільший зсув від традиційних до світсько-раціональних цінностей відбувається на цій фазі.
6. Пріоритети людей переходять від виживання до цінностей самовираження в міру того, як зростає їхнє почуття індивідуальної свободи діяльності (або назад від цінностей самовираження до виживання при зменшенні почуття індивідуальної свободи діяльності).
7. Найбільше збільшення кількості індивідуальних агентств відбувається з переходом від індустріального до суспільства знань. Отже, найбільший перехід від виживання до цінностей самовираження відбувається на цій фазі.
8. Ціннісні відмінності між суспільствами у всьому світі демонструють яскраво виражений характер культурних зон. Найсильніший акцент на традиційних цінностях та цінностях виживання виявляється в ісламських суспільствах Близького Сходу. На противагу цьому, найсильніший акцент на світсько-раціональних цінностях та цінностях самовираження виявляється в протестантських суспільствах Північної Європи.
9. Ці відмінності культурних зон відображають різні історичні шляхи того, як цілі групи суспільств увійшли в сучасність. Ці шляхи пояснюють різні почуття людей щодо екзистенціальної безпеки та індивідуальну свободу волі, що, в свою чергу, пояснює їх різний акцент на світсько-раціональних цінностях та цінностях самовираження.
10. Цінності також різняться в суспільствах за такими напрямками розколу, як стать, покоління, етнічна приналежність, релігійна конфесія, освіта, доходи тощо.
11. Взагалі кажучи, групи, умови життя забезпечують людям сильніше відчуття екзистенціальної безпеки, а індивідуальна свобода волі виховує сильніший акцент на світсько-раціональних цінностях та цінностях самовираження.
12. Однак внутрішньосоціальні розбіжності в цінностях людей зменшуються в п'ять-десять разів через різницю між суспільствами. У глобальному масштабі основні умови життя все ще значно різняться між суспільствами, а також досвід екзистенціальної безпеки та індивідуальних свобод діяльності, які формують цінності людей.
13. Конкретна підмножина цінностей самовираження — емансипативні цінності — поєднує акцент на свободі вибору та рівності можливостей. Отже, емансипативні цінності передбачають пріоритети свободи життя, гендерної рівності, особистої автономії та голосу людей.
14. Емансипативні цінності становлять ключову культурну складову ширшого процесу розширення прав і можливостей людини. Після запуску цей процес надає людям можливість здійснювати свободи під час своїх дій.
15. Якщо ініціювати рух, розширення можливостей людини просувається на три рівні. На соціально-економічному рівні розширення прав і можливостей людини зростає, оскільки зростаючі ресурси для дій збільшують здатність людей здійснювати свободи. На соціально-культурному рівні розширення прав і можливостей людини прогресує, оскільки зростаючі емансипативні цінності збільшують прагнення людей здійснювати свободи. На юридично-інституційному рівні розширення прав і можливостей людини по мірі розширення демократичних прав збільшує права людей здійснювати свободи.
16. Розширення прав і можливостей людини — це сутність, яка розширює можливості, прагнення та права. Як сутність, розширення можливостей людини має тенденцію прогресувати доброчесними спіралями або відступати порочними спіралями на кожному з трьох його рівнів.
17. Будучи культурною складовою розширення прав людини, емансипативні цінності мають багато наслідків у багатьох аспектах. По-перше, емансипативні цінності встановлюють громадянську форму сучасного індивідуалізму, яка сприяє позагруповій довірі та космополітичній орієнтації на інших.
18. Емансипативні цінності заохочують ненасильницький протест, навіть проти ризику репресій. Таким чином, емансипативні цінності забезпечують соціальний капітал, який активізує суспільство, робить громадськість більш самовиражаючою і віталізує громадянське суспільство. Емансипативні цінності розвивають громадянську свободу суспільства.
19. Якщо емансипативні цінності міцніють у демократичних країнах, вони допомагають запобігти рухам від демократії.
20. Якщо емансипативні цінності посилюються в недемократичних країнах, вони допомагають викликати рухи до демократії.
21. Емансипативні цінності справляють ці наслідки, оскільки вони спонукають до масових акцій, які піддають тиску власників влади підтримувати, обґрунтовувати чи встановлювати демократію, залежно від того, яким є сучасний виклик демократії.
22. Об'єктивні фактори, які, як було встановлено, сприяють демократії (включаючи економічне процвітання, рівність доходів, етнічну однорідність, інтеграцію світового ринку, вплив глобальних засобів масової інформації, близькість до демократичних сусідів, протестантську спадщину, соціальний капітал тощо) впливають на демократію здебільшого оскільки ці фактори сприяють емансипативним цінностям.
23. Емансипативні цінності не посилюють прагнення людей до демократії, оскільки прагнення до демократії є загальним на даний момент історії. Але емансипативні цінності дійсно змінюють характер прагнення до демократії. І роблять це подвійно.
24. З одного боку, емансипативні цінності роблять розуміння людьми демократії більш ліберальним: люди з більш сильними емансипативними цінностями наголошують на розширенні можливостей демократії, а не на питаннях хліба та масла та правопорядку.
25. Потім емансипативні цінності змушують людей оцінювати рівень демократії в своїй країні більш критично: люди з більш сильними емансипативними цінностями радше недооцінюють, ніж переоцінюють демократичні показники своєї країни.
26. Тоді разом емансипативні цінності породжують критично-ліберальне прагнення до демократії. Критично-ліберальне прагнення до демократії є грізною силою демократичних реформ. І це найкращий доступний прогноз ефективного рівня демократії в країні та інших показників належного управління. Ні демократичні традиції, ні когнітивна мобілізація не пояснюють сильного позитивного впливу емансипативних цінностей на критично-ліберальне прагнення до демократії.
27. Емансипативні цінності є найважливішим фактором сприяння розширенню можливостей жінок. Економічні, релігійні та інституційні фактори, які, як було встановлено, сприяють розширенню можливостей жінок, роблять це здебільшого, оскільки вони виховують емансипативні цінності.
28. Емансипативні цінності змінюють життєву стратегію людей від акценту на забезпеченні гідного рівня прожиткового мінімуму до підвищення рівня свободи діяльності людей. Оскільки перехід від існування до зайнятості впливає на цілі суспільства, загальний рівень суб'єктивного благополуччя зростає.
29. Емансипативні наслідки процесу розширення прав і можливостей людини не є особливою культурою особливістю «Заходу». Ті самі процеси розширення прав і можливостей, які просувають емансипативні цінності та критично-ліберальне прагнення до демократії на «Заході», роблять те саме на «Сході» та в інших культурних зонах.
30. Соціальне домінування ісламу та індивідуальне ототожнення як мусульмани послаблюють емансипативні цінності. Але серед молодих мусульман із високою освітою, і особливо серед молодих жінок-мусульманок із високою освітою, розрив між мусульманами / немусульманами щодо емансипативних цінностей зменшується.